# Chassors
Chassors is een gemeente in het Franse departement Charente (regio Nouvelle-Aquitaine). De plaats maakt deel uit van het arrondissement Cognac. Chassors telde op 1 januari 2022 1.103 inwoners.

## Geografie
De oppervlakte van Chassors bedroeg op 1 januari 2022 13,21 vierkante kilometer; de bevolkingsdichtheid was toen 83,5 inwoners per km².
De onderstaande kaart toont de ligging van Chassors met de belangrijkste infrastructuur en aangrenzende gemeenten.

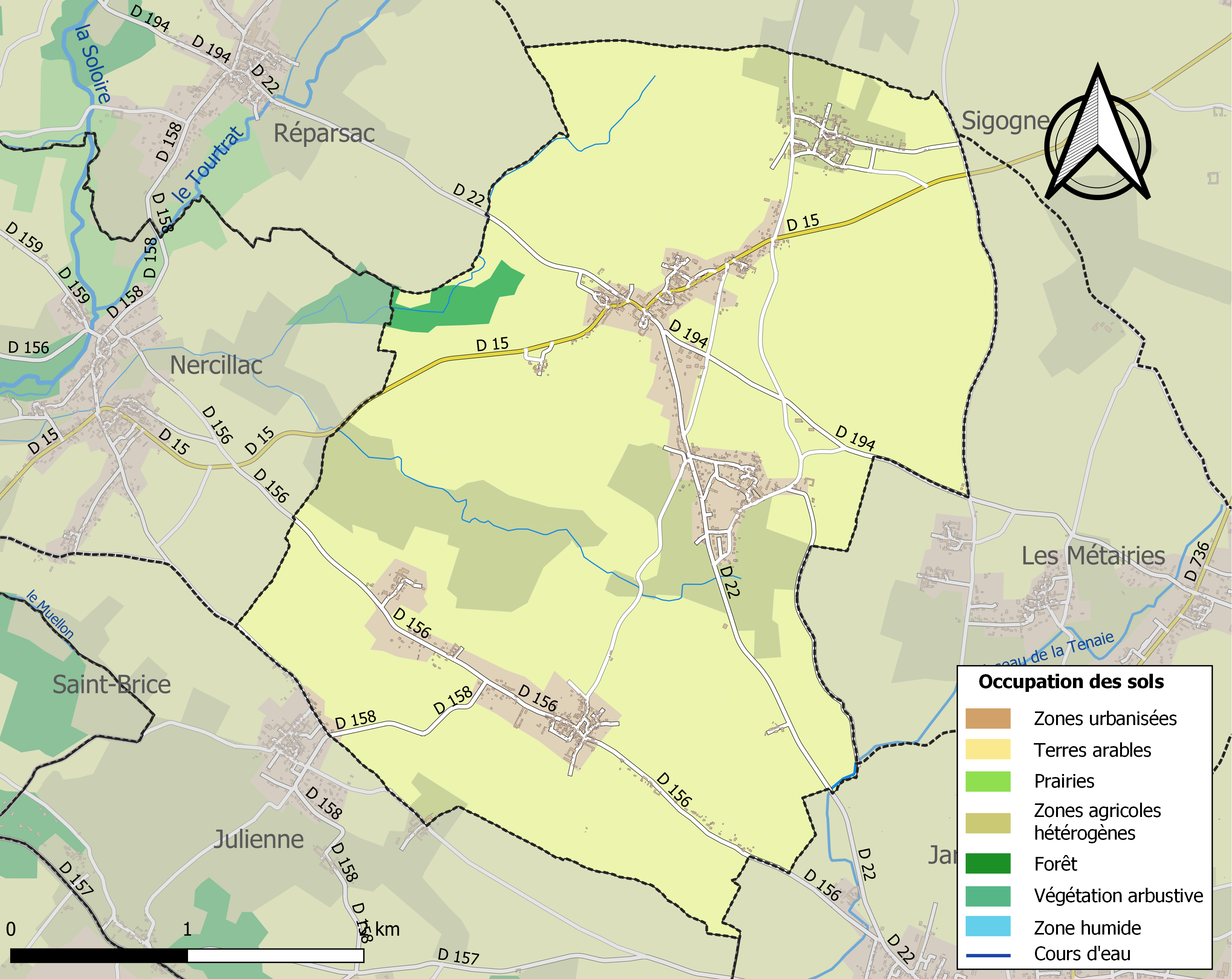

## Demografie
Onderstaande figuur toont het verloop van het inwonertal (bron: INSEE-tellingen).